# ヴイ・ファイヴ
『ヴイ・ファイヴ』（V・V、後者のVはローマ数字の5）は、東亜プランが開発し、タイトーから1993年3月に発売されたアーケード用縦スクロールシューティングゲーム。日本国外では『Grind Stormer』のタイトルで発売された。
アーケード版では自機「NA-00」を操作し、超現実体験ゲーム「グラインド・ストーマー」の5番目のメニュー【V・V】の目的を調査する内容である一方、1994年に発売されたメガドライブ版ではエイリアンとの闘いという内容に変更されている。アーケード版はゲーム誌『ゲーメスト』の企画「第7回ゲーメスト大賞」（1993年度）にて、ベストシューティング賞4位を獲得した。

## ゲーム内容
8方向レバーと2ボタンで自機を操作。1ボタンでショット、2ボタンでパワーアップの決定を行う。
ショットで地上と空中の敵を破壊しながら進み、ボスを撃破すると1ステージクリアとなる。敵の攻撃や体当たりによって自機のストックを一機失い、ストックが0になるとゲームオーバー、料金追加でコンティニューが可能。
ショットボタンには連射機能が搭載されており、押しっぱなしで理想的な連射攻撃ができる工夫がされている。この頃アーケードゲーム設置店舗の設備による連射装置の有無により適切なゲームバランスが崩壊する事例が多く見受けられた。この問題を解決する方策として本作のようにゲームの製作段階からプログラミングすることで、どの店でプレイしても不公平感無くプレイすることができるように考えられた。
6面×2周の全12ステージ構成で、最終面をクリアするとゲームは終了。2周目は敵を破壊するごとに大量の打ち返し弾が飛ぶようになる。
アーケード版は、1993年当時のアーケードゲームとしては珍しく、2人プレイが交代制のゲームである。そのためか、東亜プランが「2人同時には遊べません」というステッカーを製作し、それを筐体に貼っていた店もあった。

### パワーアップ
同社では『スラップファイト』（1986年）以来となる選択式パワーアップ方式を採用しており、『グラディウス』（1985年）とほぼ同様の仕組みを持つ。また、ウィングなどといった装備の種類もスラップファイトとわずかに共通点がある。
ゲーム中の決まった箇所でアイテムを持った敵が出現し、それを破壊すると中からひし形のパワーアップカプセルが現れる。自機がこのカプセルに接触すると、一番左のパワーアップゲージが点灯。さらにパワーアップカプセルを集めると順に一つずつゲージが右に進む。獲得したいパワーアップゲージが点灯している時にパワーアップボタンを押すとそれを獲得できる。同時にゲージ点灯は消滅し、再びパワーアップカプセルを集めなおさなければならない。
自機はウィング（オプション）を初期段階で2つ、パワーアップ時には4つ装備しており、装備している武器によってウィングの動きが変化するようになっている。ウィング本体に当たり判定はない。

#### パワーアップ一覧
ゲージの左側から順番に表記。
1. スピードアップ （S-UP）
4段階まで上昇。最高速到達後は自機が0速になるまでゲージがスピードダウン（S-DOWN）になる。
2. ショット (SHOT)
自機が最初から装備している兵器。ゲームスタート時に装備されており、兵器チェンジするまでここは空欄。3種類の兵器の中では標準的な威力を持つ。この武器のオプションの動作は、ショットを撃っていない状態で後退すると、オプションが自機正面に集まり、前進すると扇状に広がる。自機正面に集めた場合はエフェクトが変化し、拡散した状態で全弾当てた場合よりも攻撃力が増すが、攻撃可能な範囲は狭くなる。
3. サーチ (SEARCH)
通常はオプションが自機の周りを回転しているが、敵が画面上に出現している状態でショットボタンを押すと、オプションが近くの敵を自動的に追尾して攻撃する。耐久力のある敵の場合は敵を破壊するまでくっつき続ける。攻撃力は3つの武器の中で最も低い。
4. ミサイル (MISSILE)
装備するとオプションが破壊力のあるミサイルを発射。ヒット後に生じる爆風にも攻撃力がある。オプションの動きは自機の動きをトレースするが、ショットを撃ちやめると自機の下側にすべて集まる。3種類の兵器のうち最も攻撃力が高く、オールマイティに扱いやすい[3]。
5. パワーアップ （POWER）
装備しているそれぞれの兵器がパワーアップ。4段階まで上昇する。1〜2段目は2機の、3〜4段目は4機のオプションが標準装備となる。段階が上がるごとに難易度も上昇していく。
6. バリア （SHIELD）
敵弾を1発だけ防ぐバリアが張られる。メガドライブ版では難易度によってバリアの耐久度が変化する。

ショット、サーチ、ミサイルは重複して装備できない。なお、大型の敵や中ボス、ボスキャラなどは装備している兵器を元に耐久力が設定される。このため、サーチを装備した状態でボスキャラに遭遇し、ミサイルに変更すると耐久力がサーチを基準とした低い状態のままなので倒すのが容易になる。また、この逆の場合では耐久度が高い状態となるため倒しにくくなる。
パワーアップカプセルは、手に入れた量に応じてステージクリア時にボーナスが入る。さらに、ノーミスかつ全パワーアップカプセルを入手して1周クリアした場合、500万点のボーナスが手に入り、それを取りつつ2周目もノーミスかつ全パワーアップカプセルを入手してクリアすると、更に1000万点のボーナスを手に入れることができる。ボンバーモードおよび海外版では各ステージクリアのボーナスは存在せず、ノーミスで2周クリアした場合のみ5000万点のボーナスが加算される。

#### 特殊アイテム
1. フルパワーカプセル （MAX-POW）
ゲーム中の特定の箇所に出現し、自機のパワーアップの段階を最大にするうえ、10万点が入る。
2. スペシャルパワーアップカプセル （SPECIAL）
コンティニューで継続プレイをした場合に出現し、フルパワーカプセルと同じ効果を持つ。
3. 得点パネル
500点または10000点固定のもの、500→1000点が交互に表示が替わるもの、500→1000→5000→10000点の表示が繰り返し替わるものが存在し、取得した時点での得点が加算される。地上空中の両方に出現し、建造物を破壊した時に出現することが多い。また、ショットを当てることでこのアイテムを大量に出す敵も存在する。1周目と2周目では得点パネルの得点が異なる場合もある。
4. 1UP
地上物の中などに隠されていて、取ることで自機のストックが一機増える。

### バージョン違い
国外でのタイトルは『Grind Stormer』（グラインドストーマー）。パワーアップ方式がアイテム獲得による即時パワーアップになっている。
アーケード用国内版でも隠し機能で、コイン投入後にタイトル画面で「右・左・パワーアップ・左・下・ショット・上・左」と入力するとこの仕様で遊べる（成功すればタイトル右下に「BOMBER VER.」と表示される）。自動デモが始まるまでにスタートボタンを押さないと無効となる。
なお、タイトル画面で入力するコマンドの最後の「左」は、左の代わりに「右」、「下」、「パワーアップ」、「ショット」、「通常は使わない3つめのボタン」のいずれかでも可（「上」は不可）。

#### 通常プレイ時との違い
- 2ボタンがボンバー発射になる[3]。
- パワーアップがゲージ式ではなく、アイテム取得式となる。通常プレイ時アイテムを持った敵は、パワーアップの名前が書かれたバーを出すようになる（出現順序は前述のパワーアップ一覧と同じで、バリアは出現しない。またパワーアップとボンバーは出現順序一周ごとに一方交代で現れる）。同種のバーを取るか、フルパワー時にPOWERバーを取ると、10000点加算される。
- ボンバーアイテムが出現する。外見は通常プレイ時のパワーアップカプセルと同じ。通常プレイ時にパワーアップゲージである場所がボンバーのストック数に変わり、最大6発までストックできる。発射することで画面内の全ての敵にダメージを与えられ、爆発中は自機が無敵になる。6発ストック中はボンバーを使うかミスするまで、1/15秒経過毎に10点が加算される。その状態で更にボンバーアイテムを取ると10点ずつ加算点が上昇する。このシステムは『怒首領蜂』のマキシマムボーナスに継承されている。
- 2周目は打ち返し弾が拡散して飛ぶようになり、より難易度が高い。

## ストーリー
本作の物語はアーケード版とメガドライブ版で異なる。
アーケード版では、西暦2210年という時代設定の下、実際にゲームの世界に入り込んで戦闘を体験できるアーケードゲーム機「グラインド・ストーマー」を題材としている。この機械に収録された5番目のメニュー「V・V」（ヴィ・ファイブ）は、クリアしない限り現実世界に戻れないというという仕様である。
また、主人公はこのゲームの真の目的を調査しに来た政府の諜報員という設定であり、ならびに自機の”NA-00”はこのゲームの攻略を目的として作られた宇宙戦闘機という設定である。
一方、メガドライブ版では、地球侵略に来たエイリアンを迎え撃つという内容であり、主人公は地球防衛隊の一員という設定である。

## 移植版
| No. | タイトル                                | 発売日               | 対応機種                                                    | 開発元        | 発売元                                   | メディア                                | 型式            | 備考                                                          |
| --- | --------------------------------------- | -------------------- | ----------------------------------------------------------- | ------------- | ---------------------------------------- | --------------------------------------- | --------------- | ------------------------------------------------------------- |
| 1   | ヴイ・ファイヴ Grind Stormer            | 1994年3月25日 1994年 | メガドライブ                                                | テンゲン      | テンゲン                                 | 8メガビットロムカセット                 | T-48173 T-48256 |                                                               |
| 2   | ヴイ・ファイヴ                          | 2022年7月28日        | アストロシティミニV                                         |               | セガ                                     | プリインストール                        |                 | アーケード版の移植                                            |
| 3   | Grind Stormer                           | INT 2024年4月8日     | Windows macOS Linux                                         | Bitwave Games | Bitwave Games                            | ダウンロード販売 （Steam、GOG.com）     |                 | アーケード版の移植                                            |
| 4   | Amusement Arcade TOAPLAN                | INT 2024年11月16日   | iOS Android                                                 | TATSUJIN      | TATSUJIN                                 | ダウンロード （App Store、Google Play） | -               | アーケード版の移植 東亜プラン制作のゲーム25本をカップリング。 |
| 5   | 東亜プラン アーケードコレクション VOL 2 | INT 2025年8月28日    | Nintendo Switch PlayStation 4 PlayStation 5 Xbox Series X/S | Bitwave Games | シティコネクション INT Clear River Games | ダウンロード                            | -               | アーケード版の移植                                            |

メガドライブ版
- テンゲンより発売。国内版『ヴイ・ファイヴ』と、海外版『Grind Stormer』を同時収録[6]。敵の出現、攻撃パターンはほぼそのまま移植されている。画面が狭くなったことにより難易度が上昇しているが、シールドの耐久力が回数制になるなど調整も施されている。

## 開発
本作にプログラマーとしてかかわった池田恒基は、ジーパラドットコムとのインタビューの中で、思い入れの強い作品として本作を挙げている。
本作は、池田が東亜プランに入社した同期の者たちと初めて制作したゲームであり、池田は皆を言葉で説得せざるを得なくなる中で、自分のゲームに対する考え方や思いが偏屈であることに気づかされ、作り手であるからには遊び手と同じ視点に立つだけではダメということを思い知らされたと話している。

### スタッフ
アーケード版
- ディレクター：高野健一
- プログラマー：岩倉聖治、池田恒基[10]
- グラフィック・デザイン：直良有祐、山口幹雄
- サウンド・ディレクター：弓削雅稔

メガドライブ版
- プロジェクト・リーダー：天内潤
- メイン・プログラマー：天内潤
- プログラマー：むらおかたかゆき
- アシスタント・プログラマー：山本修
- グラフィック：根本健一
- オーディオ：横山賢司
- スペシャル・サンクス：ビル・ヒンドルフ、ミッチ・S・マクギリブレイ、上村建也

## 評価
アーケード版
ゲーム誌『ゲーメスト』誌上で行われていた「第7回ゲーメスト大賞」（1993年度）において、ベストシューティング賞で4位、年間ヒットゲームで30位を獲得した。
メガドライブ版
- ゲーム誌『ファミコン通信』の「クロスレビュー」では6・8・7・7の合計28点（満40点）[12]、『メガドライブFAN』の読者投稿によるゲーム通信簿での評価は以下の通りとなっており、22.3点（満30点）となっている[13]。

| 項目 | キャラクタ | 音楽 | お買得度 | 操作性 | 熱中度 | オリジナリティ | 総合 |
| 得点 | 3.6        | 3.6  | 3.6      | 4.1    | 4.2    | 3.3            | 22.3 |

- ゲーム本『メガドライブ大全』（2004年、太田出版）では、「東亜ゲームには珍しく、無敵になるボンバーがないので、難易度は激辛」と難易度の高さを指摘しているが、「オプション切り替えで、ボンバーありの『グラインド・ストーマー』（海外版）を遊べるのが救いだ」とコンフィグレーションに関して肯定的に評価している[14]。